# پارک ملی مناس
پارک ملی مناس یا پناهگاه حیات وحش مناس در ایالت آسام هند قرار دارد و در کوهپایه‌های هیمالیا واقع شده‌است این منطقه در سال ۱۹۸۵ در میراث جهانی یونسکو ثبت شد.